# Burcardo de Worms
Burcardo de Worms o Burkhard von Worms (ha. 965 - Worms, Alemania, 20 de agosto de 1025) fue un santo y obispo de Worms. Su día se celebra el 20 de agosto. Probablemente era de origen belga, formado en la abadía de Lobbes. Fue nombrado en el año 1000 obispo de Worms por el emperador Otón III.
Para mejorar la vida eclesiástica del obispado, que había sufrido bastante con las invasiones húngaras, Burkhard compiló una serie de veinte libros de derecho eclesiástico, llamado Decretorum Libri Viginti o simplemente Decretum, entre los que se cuentan un reglamento para la corte obispal, que fue el primero de su tipo. Esta obra recibió también el nombre de Brocardus, la adaptación latina de Burkhard, lo que a su vez dio lugar a la palabra «brocardo» para designar una máxima jurídica.
Se considera la recolección más importante de derecho canónico hasta el deceto de Graciano (siglo XII). 
Interesante es el tomo XIX llamado Corrector o Medicus que trata sobre la brujería y que no fue editado en copias posteriores. Burcardo menciona pócimas abortivas, impotencia inducida mágicamente y el mal de ojo como hechos comprobados, pero las pociones amorosas, la transformación en animales o el sexo con demonios las considera como fantasías. Las mujeres voladoras son mencionadas como reales y divididas en diferentes grupos con diferentes características. La figura de la mujer recibe una connotación muy negativa, siendo considerada la base de todos los pecados. Exhorta a revelar a pecadoras que prostituyen a sus hijas, abortivas, asesinas de sus hijos recién nacidos, entre otros crímenes de lujuria.[cita requerida]
También menciona prácticas mágicas similares a las realizadas por el vudú con los zombis. Como castigo para adivinadores, brujas negras y magos propone la expulsión de la comunidad eclesiástica y el destierro. Por entonces todavía no se contemplaba la hoguera como pena para los herejes. El reconocido historiador francés Georges Duby menciona con cierto detalle la obra del obispo en su libro "Mujeres del Siglo XII" publicado en 1996.

## Traducciones
- (Pt-Br) Bragança Júnior, Álvaro & Birro, Renan M. (2016). O Corrector sive Medicus (ou Corrector Burchardi, ou Da poenitentia, c.1000-1025) por Burcardo de Worms (c.965-1025): apresentação e tradução latim-português dos capítulos 1-4, além das "instruções" de penitência 001 a 095, Revista Signum 17 (1), pp.266-309.
- (Fr) Gagnon, François (2010). Le Corrector sive Medicus de Burchard de Worms (1000-1025): présentation, traduction et commentaire ethno-historique. Dissertação. Montréal: Université de Montréal, 2010.
- (En) Shiners, John (2009). Burchard of Worms’s Corrector and Doctor (c. 1008-12) In: Shiners, John (ed.). Medieval Popular Religion, 1000-1500: A reader. 2. ed. Toronto: University of Toronto Press, pp.459-470.
- (It) Picasso, Giorgio; Piana, Giannino; Motta, Giuseppe (1998). A pane e acqua: peccati e penitenze nel Medioevo - Il «Penitenziale» di Bucardo di Worms. Novara: Europia.
- (En) McNeill, John & Garner, Helena (1965). Medieval Handbooks of Penance. New York: Octagon Books, pp.321-345.